# Jan Kwiryn de Mieszkowski
Jan Kwiryn de Mieszkowski (ur. 30 marca 1744 w Karczewie, zm. 27 lutego 1819 w Wassy) – polski oficer i generał rewolucji francuskiej.
W 1761 roku w służbie polskich ułanów Rzeczypospolitej Obojga Narodów. W 1766 roku dołączył do Legii Huzarów Conflans w służbie Królestwa Francji.
W latach 1780–1783 brał udział w amerykańskiej wojnie o niepodległość jako kapitan i dowódca 2. szwadronu legionu ochotników księcia de Lauzun. W 1792 roku został wyniesiony do rangi marszałka w Armii Renu. W kwietniu 1793 roku brał udział w Kampanii Włoskiej.
Kilka miesięcy później dostał przydział, lecz już w randze niższej (generał brygady), jako dowódca Dywizji Sables d’Olonne w Armii Wybrzeża La Rochelle. W dniu 26 sierpnia 1793 dywizja pod jego dowództwem odparła atak Wandejczyków dowodzonych przez François de Charette'a pod La Roche-sur-Yon, ale 22 września została rozbita w bitwie pod Saint-Fulgent przez siły, którymi dowodzili de Charette i Louis-Marie de Lescure.
Po klęsce Mieszkowski został zawieszony w funkcji jako generał i żołnierz rewolucji 30 tego samego miesiąca, nie brał więc udziału w pacyfikacji Wandei. Został przeniesiony na emeryturę w 1795 roku.